# Grote sirene
De grote sirene (Siren lacertina) is een salamander uit de familie van de sirenen (Sirenidae). De wetenschappelijke naam van de soort werd gepubliceerd door Carl Linnaeus in 1766. Later werd de wetenschappelijke naam Muraena siren gebruikt.

## Uiterlijke kenmerken
Deze aalachtige salamander kan bijna een meter lang worden maar de meeste exemplaren worden maximaal 70 centimeter. De kleur is grijs tot grijsbruin met een lichtere buik en lichtere en donkere onregelmatige vlekjes op de rug en flanken, een echte tekening ontbreekt. De achterpoten ontbreken en de voorpoten zijn erg klein en zitten onder de duidelijk zichtbare externe kieuwen. Deze kieuwen behoudt de salamander het hele leven en het dier is dan ook sterk aan water gebonden en komt er zelden uit. Wel worden de kieuwen langzaam kleiner en zien er bij heel oude dieren uit als flapjes aan de zijkant van de kop. De ogen zitten onder de huid en zijn nauwelijks zichtbaar en zitten aan de voorzijde van de kop. Het exemplaar op de foto is overigens een juveniel, jonge dieren zijn vaak lichter tot geel gestreept maar de tekening vervaagt met de jaren.

## Leefwijze
Het voedsel bestaat voornamelijk uit weekdieren als tweekleppigen en slakken, maar ook andere kleine waterdieren worden gegeten.

## Verspreiding en habitat
Siren lacertina leeft in modderige of dichtbegroeide wateren in moerassen, poelen en langzaam stromende rivieren. De soort komt voor in de Verenigde Staten en leeft langs de Atlantische kust van de staat Alabama tot in Florida. Ook in zuidelijk Texas en in noordelijk Mexico is de soort aangetroffen.